# Stratton Hall
Stratton Hall är en civil parish i distriktet East Suffolk i Suffolk i England. Civil parish har 26 invånare (2001).